# ورزشگاه برینگین
ورزشگاه برینگین (به لاتین: Beringin Stadium) یک ورزشگاه فوتبال در اندونزی است که در Tembilahan واقع شده‌است.